# Göynük (district)
Göynük is een Turks district in de provincie Bolu en telt 16.609 inwoners (2007). Het district heeft een oppervlakte van 1505,1 km². Hoofdplaats is Göynük.
De bevolkingsontwikkeling van het district is weergegeven in onderstaande tabel.
| 1997   | 2000   | 2007   |
| ------ | ------ | ------ |
| 18.087 | 18.589 | 16.609 |